# نظام الإضاءة الموجية

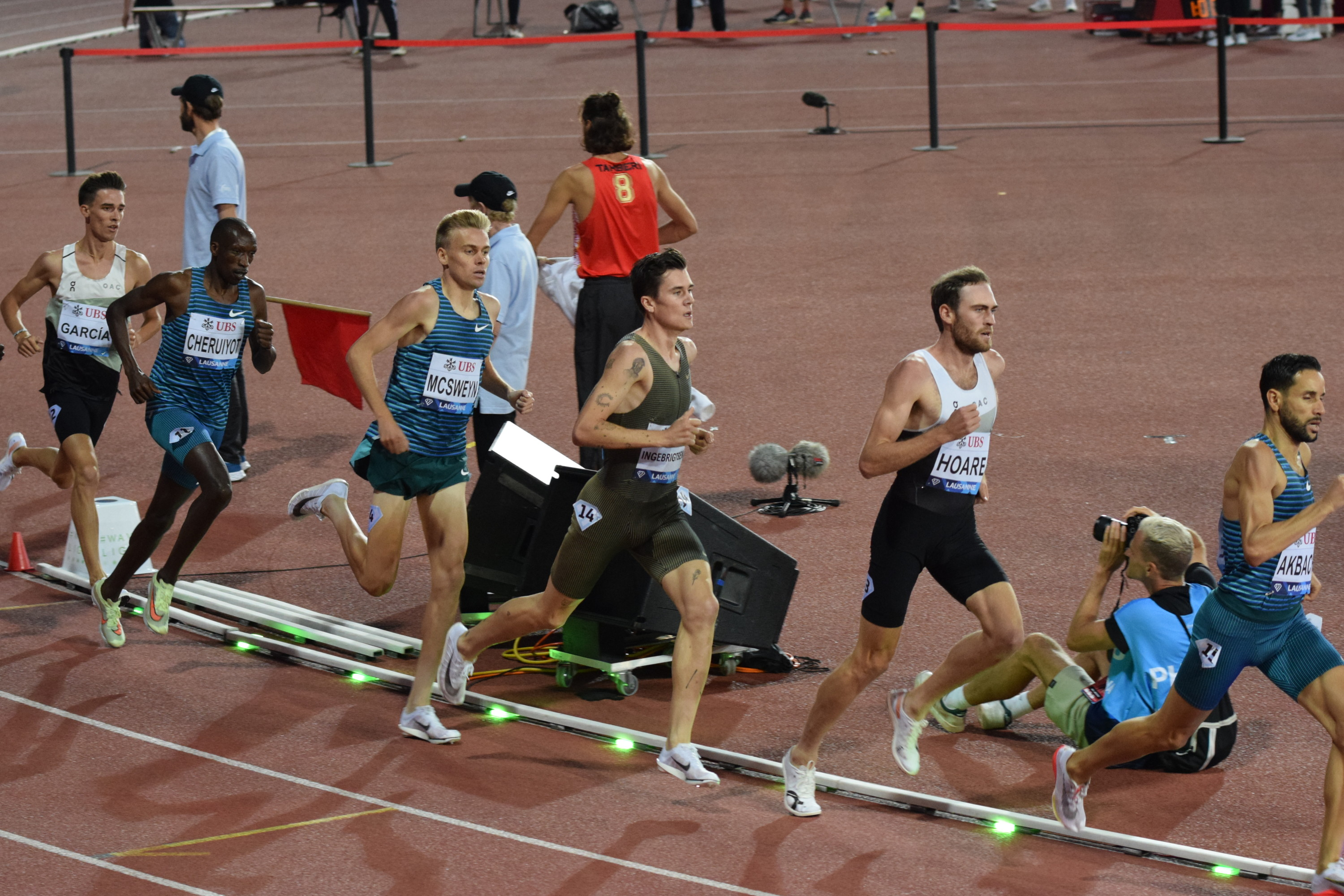
نظام إضاءة موجية اخضر خلال سباق 1500 متر للرجال في الاتحاد الدولي لألعاب القوى

نظام الإضاءة الموجية (بالإنجليزية: Wavelight)‏ هو نظام لتحديد السرعة باستخدام سلسلة من أضواء الصمام الضوئي مثبتة على الجانب الداخلي لمضمار ألعاب القوى. طُور بواسطة شركة تقنيات الإضاءة الموجية في نايميخن، هولندا.

## الاستخدام
استخدم نظام الإضاءة الموجية في المنافسات من قبل الاتحاد الدولي لألعاب القوى منذ 2020، حيث اُستشهد بفوائده في تحسين وتيرة السباق وتجربة المتفرجين، كما تتوفر نسخ مستقلة من النظام للاستخدام الشخصي والترفيهي للهواة.
استخدم نظام الإضاءة الموجية كمعيار في سباقات المسافات المتوسطة والطويلة ضمن سلسلة الدوري الماسي لمساعدة الرياضيين على تحطيم أرقام قياسية محددة، على سبيل المثال، في عام 2020، استخدم العداء جوشوا تشيبتيجي هذه التكنولوجيا لتحطيم الرقمين القياسيين العالميين في سباقي 5000 متر، و10000 متر، ومن المقرر أن يُستخدم النظام لأول مرة في بطولة كبرى خلال بطولة أوروبا لألعاب القوى داخل الصالات 2025.